# فرنسيس إدغار ستانلي
فرنسيس إدغار ستانلي (بالإنجليزية: Francis Edgar Stanley)‏ هو مصور ومخترِع أمريكي، ولد في 1 يونيو 1849 في كينغفيلد في الولايات المتحدة، وتوفي في 13 يوليو 1918 في Wenham, Massachusetts ‏ في الولايات المتحدة.

## وصلات خارجية
- فرنسيس إدغار ستانلي على موقع الموسوعة البريطانية (الإنجليزية)
- فرنسيس إدغار ستانلي على موقع الموسوعة البريطانية (الإنجليزية)